# Gasan
Gasan è una municipalità di quarta classe delle Filippine, situata nella Provincia di Marinduque, nella Regione del Mimaropa.
Gasan è formata da 25 baranggay:
- Antipolo
- Bachao Ibaba
- Bachao Ilaya
- Bacongbacong
- Bahi
- Bangbang
- Banot
- Banuyo
- Barangay I (Pob.)
- Barangay II (Pob.)
- Barangay III (Pob.)
- Bognuyan
- Cabugao

- Dawis
- Dili
- Libtangin
- Mahunig
- Mangiliol
- Masiga
- Matandang Gasan
- Pangi
- Pingan
- Tabionan
- Tapuyan
- Tiguion